# Villamontes
Villamontes (även Villa Montes) är en stad i departementet Tarija i sydöstra Bolivia. Staden ligger 390 meter över havet och är administrativt centrum i kommunen med samma namn.
Villamontes ligger i en subtropisk zon med ett torrt klimat mellan juni och september. Staden korsas av Caiguamifloden och ligger vid Pilcomayofloden där den korsar bergsområdet Sierra del Aguarague och rinner vidare in i Chacoregionen.
Under Chacokriget mellan Bolivia och Paraguay (1932-1935) låg den bolivianska arméns högkvarter i Villamontes. Under slutskedet av kriget låg försvarslinjen som leddes av general Bernardino Bilbao Rioja, i staden.
Villamontes blev berömt under det så kallade "Corralito de Villamontes", när president Daniel Salamanca Urey 28 november 1934 arresterades av enheter ur armén under sitt besök i staden och efter en statskupp ersattes av vicepresidenten José Luis Tejada Sorzano.
Villamontes hade 11 086 invånare 1992 och en beräknad folkmängd av 20 357 invånare 2008. Ökningen beror främst på sysselsättning inom olje- och naturgasindustrin. Ytterligare näringar är jordbruk och fiske. 